# سیارک ۲۲۷۵۷
سیارک ۲۲۷۵۷ (به انگلیسی: 22757 Klimcak، نامگذاری:1998WF11) بیست و دو هزار و هفتصد و پنجاه و هفتمین سیارک کشف شده‌است که در ۲۱ نوامبر ۱۹۹۸ کشف شد.
قدر مطلق سیارک برابر ۱۷.۰ است.